# Elma Säterhagen-Lekander
Elma Säterhagen-Lekander är en svensk barnskådespelare. Hon är dotter till skådespelaren och regissören Hanna Lekander och skådespelaren Josef Säterhagen.
Elma Säterhagen-Lekander medverkade år 2022 i teateruppsättningen Råttfångaren på Örebro Teater. 2020 medverkade hon i kortfilmen Coola pappor. 2024 spelade hon huvudrollen, som detektiven Maja, i filmen Lasse-Majas detektivbyrå – Maskoten som försvann. Hennes rollprestation har fått beröm i bland annat Filmtopps recension som skriver "Elma Säterhagen Lekander ska också ha en extra stjärna i kanten för sin insats i filmen. Mario Mustafa funkar bra även i sin roll, men det är Elmas karaktär som tillåts ta ut svängarna och hon gör det med bravur."

## Filmografi (i urval)
- 2020 – Coola pappor kortfilm
- 2024 – Lasse-Majas detektivbyrå – Maskoten som försvann